# 蔭山貞広
蔭山 貞広（かげやま さだひろ）は、安土桃山時代から江戸時代前期にかけての武士・旗本。蔭山氏7代当主。

## 生涯
蔭山氏は永享の乱で滅んだ4代鎌倉公方・足利持氏の遺児・広氏を初代とする家で、貞広は7代目にあたる。
天正12年（1584年）、蔭山氏広の子として誕生。父・氏広は北条氏直に仕えたが、天正18年（1590年）の小田原征伐によって後北条氏が滅亡したために蟄居していた。
貞広は徳川家康に召されて小姓として出仕し、後に武蔵国児玉郡に1,000石を与えられる。慶長20年（1615年）、2代将軍・秀忠に従って参内し、従五位下・因幡守に叙される。それまで蔭山氏は紀氏を本姓としていたが、この時に源氏に復姓している。後に書院番に転じ、寛永10年（1633年）常陸国鹿島郡に200石の加増を受けて計1,200石を領した。